# Interviu cu un vampir
Interviu cu un vampir este un roman scris de către Anne Rice în anul 1973 și publicat în anul 1976. 
Este primul roman care il infatiseaza intr-un rol principal pe enigmaticul vampir Lestat de Lioncourt si a fost urmat de catre 9 continuări, cunoscute sub denumirea de Cronicile Vampirilor.
Varianta cinematografica, denumita Interviu cu un vampir - Cronicile vampirilor a avut premiera in anul 1994 si ia avut in rolurile principale pe Brad Pitt, Tom Cruise, Kirsten Dunst, Antonio Banderas si Christian Slater.
Romanul a fost vândut în mai mult de 8 milioane de exemplare la nivel mondial.

## Prezentare
Aceasta este povestea lui Louis de Ponte du Lac, relatată de el însuși, despre călătoria prin viața muritoare și nemuritoare.Louis își amintește cum a fost transformat în vampir de către radiosul și sinistrul vampir Lestat și cum a fost inițiat, fără voia lui, în stilul de viața al unui vampir. Povestea lui se scurge printre străzile New Orleans-ului, definind momente cruciale, cum ar fi descoperirea copilei pierdute Claudia, pe care nu dorește s-o rănească, dar o transformă într-un vampir, lucru nepermis pentru un copil de vârsta ei. Inteligența și pasiunile ei de femeie sunt prinse în trupul acela micuț.Luis și Claudia își formează o alianță de nedestrămat, și chiar se stabilesc pentru o perioadă în opulentul cartier francez.Louis își amintește lupta Claudiei de a se înțelege pe ea însăși și ura pe care amândoi i-o poartă lui Lestat, care îi trimite în jurul lumii pentru a-i căuta pe alții din neamul lor. Louis și Claudia sunt disperați să-și găsească un loc al lor, de a-i gasi pe alții care sa ințeleagă, și pe cineva care să știe ce și de ce există.
Format:Anne Rice